# Nicotiana langsdorffii
Nicotiana langsdorffii Weinm., 1819, è una pianta della famiglia Solanaceae, diffusa in Sud America (Brasile, Argentina, Paraguay).